# 刘伯承同志纪念馆
刘伯承同志纪念馆（英語：Liu Bocheng Memorial）是位于重庆开州区的一座纪念馆。

## 历史
1992年12月4日时值刘伯承元帅诞辰100周年建成开馆，位于重庆开州区汉丰街道盛山公园内，馆名由邓小平题写。占地面积5,053平方米，共有六个展厅，馆藏文物4,543件，2009年被评为国家三级博物馆，2012年被评为国家4A级旅游景区。

## 营业时间
- 周二至周日：上午九点至下午五点
- 周一闭馆